# Leena Luhtanen

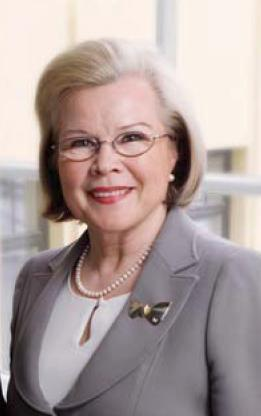
Leena Luhtanen

Leena Luhtanen, född den 12 februari 1941 i Kuopio, finländsk politiker (socialdemokrat), justitieminister 2005-2007.
Luhtanen valdes in i riksdagen 1991 och blev trafik- och kommunikationsminister när regeringen Jäätteenmäki tillträdde i april 2003. När statsminister Anneli Jäätteenmäki avgick två månader senare, fortsatte Luhtanen på samma post i regeringen Vanhanen I. Från och med den 23 september 2005 var hon i stället justitieminister. Hon avgick i samband med att socialdemokraterna lämnade regeringen efter valet 2007.

## Utmärkelser
- Riddartecknet av I klass av Finlands Vita Ros’ orden,  6 december 1999[1]
- Kommendörstecknet av Finlands Vita Ros’ orden,  6 december 2004[1]
- Terra Mariana-korsets orden, första klass,  12 mars 2007[2]

[Redigera Wikidata]